# 索林·吉奥尼亞
索林·吉奥尼亞（羅馬尼亞語：Sorin Ghionea；1979年5月11日—）是一位已經退役的羅馬尼亞足球運動員。在場上的位置是中後衛。他效力過的最後一家球隊是康斯坦察維托足球俱樂部。他也曾效力於布加勒斯特星和羅斯托夫等球隊。他也曾代表羅馬尼亞國家足球隊參賽。